# Chossewitz
|  | Sammenskrivningsforslag Artiklerne Lauritz Melchior, Chossewitz er foreslået sammenskrevet. (Siden august 2018) Diskutér forslaget |

Chossewitz er en ca. 100 hektar stor ejendom beliggende 120 km. øst for Berlin, tidligere ejet af Lauritz Melchior. Er nu en del af byen Friedland i Landkreis Oder-Spree i delstaten Brandenburg.
- Chossewitz var efter krigen bortforpagtet til Deutsche Verwaltung für Land- und Forstwirtschaft in der sowietischen Besatzungszone
- Et bindende rets-certifikat (Rechtsträgernachweis) udstedes som erklærer Chossewitz Gods for DDRs ejendom (Eigentum des Volkes) (1956).
- Lauritz Melchior dør i 1973.
- Godset arves af sønnen, men denne afstår formelt arveretten til sin søster, som er dansk statsborger, ved Det Danske Konsulat i Los Angeles. I 1995 tilbagekalder han denne formelle afståelse, med søsterens godkendelse.
- I 70'erne indledes bilaterale forhandlinger mellem DDR og Kongeriget Danmark, og sidstnævnte erklærer officielt at Clossewitz er en ejendom, som der skal betales kompensation for.
- Mellem 1983 og 87 afslutter DDR flere kompensationssager med vestlige regeringer, Globalentschädigungsabkommen, heriblandt Danmark, som modtager 19 mill. D.kr i engangsbetaling for diverse uløste ejendoms og finansielle udeståender. Aftalen træder i kraft d. 18. marts 1988.
- Under forhandlingerne om engangsbetalingen, var de 2 stater uenige om hvorvidt 4 specifikke ejendomme, heriblandt Chossewitz, , skulle omfattes af aftalen. DDR delegationen mente at, pga. dens størrelse, måtte Chossewitz ejendommen betragtes som Großgrundbesitz (dvs. land som omfattede mere end 100 hektarer og som var beliggende i den sovjetiske besættelseszone efter 2. verdenskrig), og derfor hører under landreformen (Bodenreform) og derfor  ikke skulle kompenseres. DDR argumenterede yderligere, at ejendommen var blevet dens ejendom (Eigentum des Volkes). Alle krav som de 2 sider kunne blive enige om, var opført på en liste forberedt af den danske delegation, og blev delt rundt ved indgåelse  af aftalen. Pga. uenigheden var Chossewitz ikke med på listen.

Artikel 6 i Aftale om Engangsbetaling gjorde gældende at alle uafgjorte tvister skulle afsluttes definitivt ved indgåelse af aftalen. Ønsket om at blive enige om disse ting var også blevet udtrykt af de 2 stater i præamblen til aftalen.
Da ansøgerens søster tiltrådte aftalen, modtog hun 100.000 D-marks for så vidt angår Chossewitz ejendommen.
- Efter den tyske genforening følger Forbundsrepublikken Tyskland (BRD) Artikel 12 i den Tyske Genforenings Traktat

(Einigungsvertrag) med hensyn til proklamationen af Udløbet af internationale aftaler mellem BRD og Danmark af 15 oktober 1992 (Bekanntmachung über das Erlöschen völkerrechtlicher Übereinkünfte der DDR mit Dänemark).
- I 1992 stod Forbundsregeringen Tyskland

(BRD) som ejer af Chossewitz ejendommen i land registraturen. Som følge heraf indleder Melchior retssag , ved Frankfurt-an-der-oder Regional-Ret med det formål at beordre Forbundsrepublikken til at returnere ejendommen og berigtige ejerforholdet i Land-(delstats-)registret (18 december 1996).
Retten fandt at ansøgerens krav ikke var ugyldiggjort af den danske regerings betaling af omkring 100,000 D-marks fra  engangsbetalings-aftalen Retten gjorde gældende at engangsbetalingsaftalen kun omhandlede krav fra danske borgere angående ejendomme i DDR, medens ansøgeren var amerikansk statsborger.
- Forsvareren (den tyske stat) appellerer sagen til Brandenburgs Appel Domstol, som fastlår at

Ansøgerens afståelse af arveretten i 1973 til fordel for hans danske søster ikke var relevant. Pga. den dengang rådende politiske situation, kunne ansøgeren som Amerikansk statsborger ikke forvente en tilsvarende engangsbetalings- aftale indgået mellem USA og DDR. Den formelle afståelse af arveretten havde været ansøgerens eneste mulighed for at hans familie kunne modtage nogen kompensation for Chossewitz ejendommen, gennem den danske regering.
Den omstændighed at han kun trak afståelsen af formel arveret tilbage i 1995 – efter at den historiske kontekst havde ændret sig, beviste at ansøgeren oprindeligt havde accepteret, at betalingen af engangsbeløbet til søsteren, definitivt løste alle udeståender angående Chossewitz ejendommen. Uanset hans statsborgerskab, var aftalen derfor også gyldig for ham.
- Sagen går herefter til 2 højere retsinstanser, og Forfatningsdomstolen påpeger at Engangsbetalingsaftalen ved DDRs nedlæggelse blev gældende lov i Forbundrepublikken.
- Melchior appellerer til Menneskerettighedsdomstolen, som afviser at de tyske retsinstanser har handlet forkert. (2.februar 2006).[1]